# Je ne chante pas pour passer le temps
Je ne chante pas pour passer le temps (en català: No canto per passar el temps) és una cançó de Jean Ferrat editada el 1965. Va ser escrita i composta en resposta al poema de Louis Aragon, musicat i interpretat per Léo Ferré títolat en el sentit contrari: Je chante pour passer le temps, aparegut el 1961.
Altres intèrprets se'n fet seva la cançó de Ferrat: Isabelle Aubret i Natacha Ezdra.